# Зубкова Зінаїда Петрівна
Зінаїда Петрівна Зубкова (нар. (3 листопада 1938 , Ульяновка (Ленінградська область), Ленінградська область )) — білоруська акторка, народна артистка Білорусі (2013).

## Біографія
Батько Зінаїди був капітаном корабля в Кронштадті, служив на підводному човні, мама працювала завідувачем виробництва на фабриці «Більшовичка». Під час війни батько загинув на фронті, а Зінаїда з мамою опинилася в Латвії.
У Даугавпілсі почала займатися в театральній студії, організованій режисером Сергієм Радловим. Переїхала до Мінська, де вступила до Білоруського державного театрально-художнього інституту. Навчалася на курсі у К. М. Саннікова.

## Творчість
Будучи студенткою, разом з однокурсницею Лілею Давидович працювала в Національному академічному театрі імені Янки Купали, у якому служить донині.
У 1960 році вона закінчила Білоруський державний театрально-художній інститут. Серед найкращих ролей актриси — роботи у виставах «Вибачте, будь ласка!», «Трибунал», «Перед вечерею», «В заметіль», «Хто сміється останнім», «Земля Ельзи» та інших.
Більше 40 років займається хореографією в балетній студії. Працює на радіо.
У 1984 році Зінаїда Зубкова стала лауреатом Державної премії Республіки Білорусь за роль в радіопостановці «Хамутіус» за поемою Аркадія Кулешова.
Знялася в кліпі групи «Atlantica» на пісню «Shivering» в ролі бабусі-хакерки, що зламує сайти і ховається від спецслужб. Також знімається в рекламі, а також у кліпах інших виконавців.

## Особисте життя
На початку 1960-х року познайомилася з фехтувальником Володимиром Фортунатовим, який і став чоловіком на все життя.
|  | «Гена (актор Геннадій Овсянников), як зараз пам'ятаю, сидів з Фортуною (так чоловіка називали друзі) на лавці біля театру. Я виглянула у віконце. Овсянников це помітив: «Хочеш, я тебе з цією дівчинкою познайомлю? Зіна, давай сюди!» А я побачила Володю - і обімліла. І він теж. Це було кохання з першого погляду. Ми розуміли один одного без слів. Він став мені всім: батьком, чоловіком, братом, другом. Як два голубки, прожили разом майже 40 років. Після смерті Володі я до сих пір ношу каблучку, не можу знайти в собі сили зняти...» |

## Фільмографія
- 1993 — Не хочу одружуватися!
- 1996 — З пекла в пекло
- 1998 — Привіт від Чарлі—трубача
- 1999 — Каменська
- 1999 — Шанувальник
- 2000 — Експрес-допомога 2 — хвора
- 2002 — Бурова
- 2002 — Закон
- 2002 — Коханець
- 2003 — Кіднеппінг
- 2006 — Виклик 2 — Експерт
- 2006 — Любов і страхи Марії — мати Юри-маніяка
- 2007 — Ваша честь
- 2007 — Вороги
- 2007 — Я сищик
- 2008 — Застава Жиліна — вахтерка в консерваторії
- 2009 — Вовки
- 2009 — Журов — Матильда Зборівська
- 2009 — Загарбники
- 2010 — Ворожіння при свічках — Надія Гнатівна
- 2010 — Я щаслива! — Тітка Маша
- 2011 — Тихий центр — Світлана Марківна
- 2012 — Випадкові знайомі
- 2012 — Три слова про прощення — книгоноша
- 2013 — Вангелія — Стоянова, директор Будинку сліпих
- 2019 — Ні кроку назад! — стара смерть